# Greifendorf (Rossau)
Greifendorf ist ein Ortsteil der Gemeinde Rossau im Landkreis Mittelsachsen (Freistaat Sachsen). Er wurde am 1. März 1994 eingemeindet.

## Geografie

### Geografische Lage
Greifendorf befindet sich im nordöstlichen Gemeindegebiet von Rossau an der Bundesstraße 169. Der im Ort entspringende „Klatschbach“ entwässert in die Striegis.

### Nachbarorte
| Reichenbach          |                                             | Naundorf              |
| Grünlichtenberg      | Kompassrose, die auf Nachbargemeinden zeigt | Böhrigen, Dittersdorf |
| Oberrossau, Moosheim | Schlegel                                    | Arnsdorf              |

## Geschichte

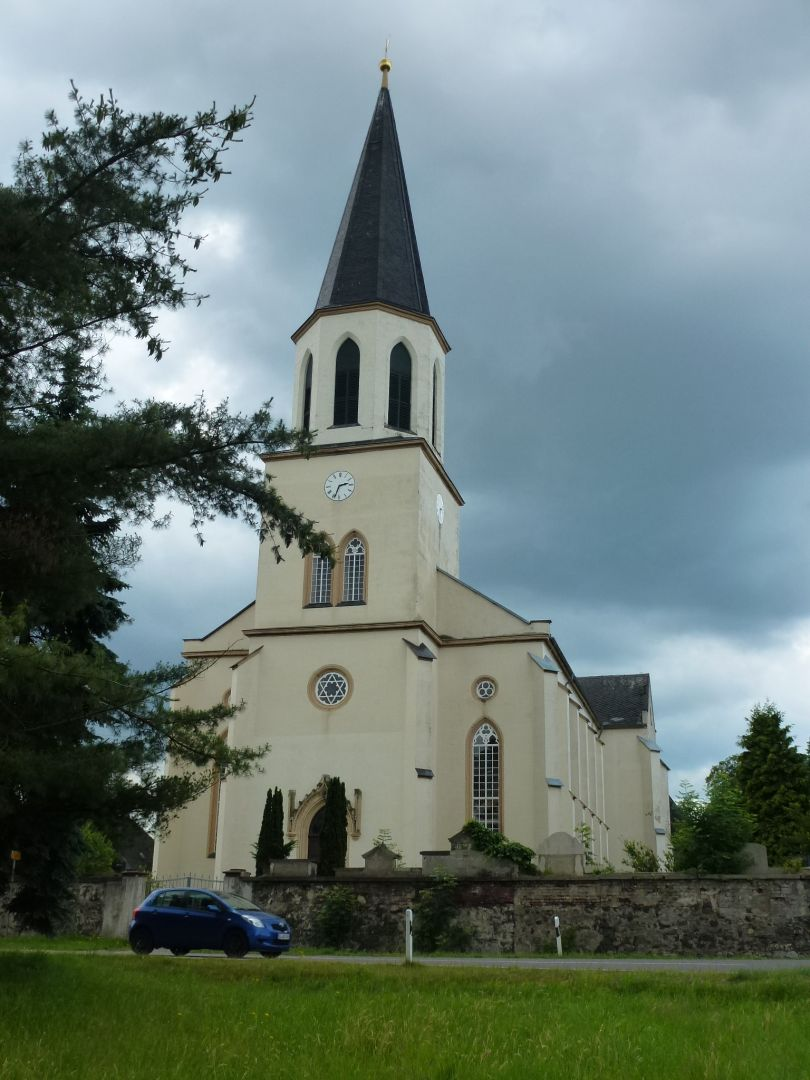
Kirche Greifendorf

Greifendorf wurde im Jahr 1267 erstmals urkundlich mit einem „Cristanus de Grifendorph“ erwähnt. Das Waldhufendorf war ursprünglich im Besitz des Ritters Ulrich von Maltitz, welcher jedoch den Ort aus Geldnot an das Kloster Altzella verkaufen musste. Nach der Säkularisation und Auflösung des Klosters Altzella gehörte Greifendorf seit 1540 als Amtsdorf dem neu gebildeten kurfürstlich-sächsischen Amt Nossen an. Mitte des 19. Jahrhunderts entstand anstelle des mittelalterlichen Kirchleins die 1860 geweihte neugotische Kirche mit 800 Sitzplätzen.
Greifendorf gehörte bis 1856 zum kursächsischen bzw. königlich-sächsischen Amt Nossen. Bei den im 19. Jahrhundert im Königreich Sachsen durchgeführten Verwaltungsreformen wurden die Ämter aufgelöst. Dadurch kam Greifendorf  im Jahr 1856 unter die Verwaltung des Gerichtsamts Roßwein und 1875 an die neu gegründete Amtshauptmannschaft Döbeln.
Durch die zweite Kreisreform in der DDR im Jahr 1952 wurde Greifendorf dem Kreis Hainichen im Bezirk Chemnitz (1953 in Bezirk Karl-Marx-Stadt umbenannt) angegliedert, der ab 1990 als sächsischer Landkreis Hainichen fortgeführt und 1994 dem neu gebildeten Landkreis Mittweida zugeteilt wurde. Am 1. März 1994 wurde Greifendorf in die Gemeinde Rossau eingemeindet. Seit 2008 gehört die Gemeinde Rossau mit ihren Ortsteilen zum neu gebildeten Landkreis Mittelsachsen.

## Sehenswürdigkeiten
- Kirche von Greifendorf[4]